# Bernard van Beek
Bernardus Antonie van Beek (30 de enero de 1875, en Ámsterdam – 3 de marzo de 1941, en Kortenhoef ) fue un pintor de paisajes holandés. Era un artista que no había asistido a ninguna academia. Forma parte de la Escuela Kortenhoef, que forma parte del movimiento de la Escuela de La Haya y, por lo tanto, forma parte de la tradición de la Escuela Barbizon. De su elección de motivos, también hay influencias del impresionismo de Ámsterdam. 

## Vida y trabajo
Inicialmente trabajó con su padre como pintor decorativo. Posteriormente, asistió a la Escuela de Artes y Oficios. Luego continuó su educación, especialmente en la pintura de paneles. 
Van Beek trabajó en varios lugares del norte de Holanda. Al principio estuvo en Katwijk aan Zee hasta 1907, luego tuvo un estudio en Ámsterdam. A partir de 1911, se trasladó a Kortenhoef (Wijdemeren), donde permaneció hasta 1931. Finalmente, su deambulación terminó en Vreeland (Stichtse Vecht), donde trabajó como pintor hasta su muerte en el año 1941 a la edad de 66 años. 
En Kortenhoef, conoció a Paul Gabriël, quien tuvo una gran influencia en sus primeros trabajos. Lo llevó a temas nuevos como los paisajes de lirios de agua en el área del pólder y el tema de la turba. 
Allí conoció a Evert Pieters y Jan Hillebrand Wijsmuller. Estos maestros de la Escuela de La Haya tuvieron una influencia significativa en su estilo de pintura y en la perfección de su formación.
En su paleta, eligió conscientemente siempre aquellos medios que producían una luz de superficie fuerte. En esto siguió la tradición de la Escuela de La Haya 2ª generación.  Su luminosidad se expresa con la calidad de los colores seleccionados combinada con la técnica húmeda de pinceladas sueltas y fluidas. En las pinturas de las fachadas de la ciudad se inspiró en Jan Vermeer (1632-1675), como en "La calle de Delft" y en Gerrit Adriaensz Berckheyde (1638-1698), como en "Lugar en la Iglesia de San Bravo en Haarlem". Sus colores  son una modificación sensible de la segunda generación de la Escuela de La Haya. Especialmente el rasgo azul seleccionado como mensaje de la atmósfera atrapada es una característica suya. El diseño del cuadro corresponde al tipo de pintura de paisaje holandesa antigua: se eleva desde la parte inferior izquierda a la superior derecha. El horizonte de sus Imágenes se mueve desde el tercio inferior, desde el tercio medio hasta el tercio superior.

## Su obra

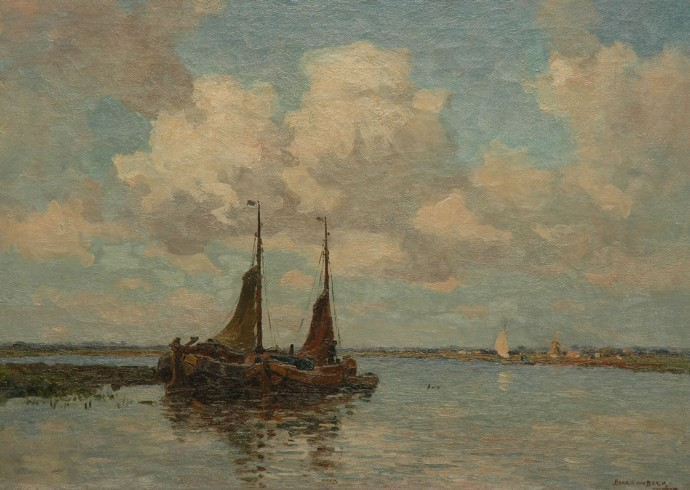
Retorno de los barcos de pesca a Kortenhoef (hacia 1910).

Los géneros elegidos iban desde la pintura de paisajes de género con escenas de paisajes de verano, pólderes y las faachadas de los pueblos hasta las de la ciudad. En la naturaleza muerta,  adoptó principalmente la flor como un objeto. También eligió el tema clásico del molino de viento de Jan Hendrik Weissenbruch (1824-1903) y Paul Gabriel (1828-1903); ambos pertenecen a la tradición de Jacob van Ruisdael (1630-1681). Muy conocidas son las pinturas de paisajes de los alrededores de Kortenhoef. También se ocupa principalmente de temas de pesca en interior.
También inmortalizó el casco antiguo de los municipios y siguió al impresionismo de Ámsterdam, pero no siguió su período negro. En la década de 1920, descubrió las luminosas imágenes de las aldeas. En la paleta de colores, sigue a Jan Vermeer y Gerrit Adriaensz Berckheyde. 
Perteneció a la Escuela Kortenhoef y la Escuela de La Haya. También fue un fotógrafo aficionado.
Fue miembro de Arti et Amicitiae.
Van Beek murió en 1941 a la edad de 66 años. 

## Exposiciones
- 1903 Exposición internacional urbana de obras de arte de maestros en vida, Stedelijk Museum, Ámsterdam.
- 1907 Exposición internacional urbana de obras de arte de maestros en vida, Stedelijk Museum, Ámsterdam.
- 1912 Exposición internacional urbana de obras de arte de maestros en vida, Stedelijk Museum, Ámsterdam.

## Galería

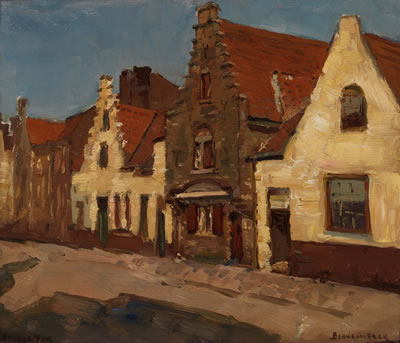
Calle de Brujas (hacia 1910).
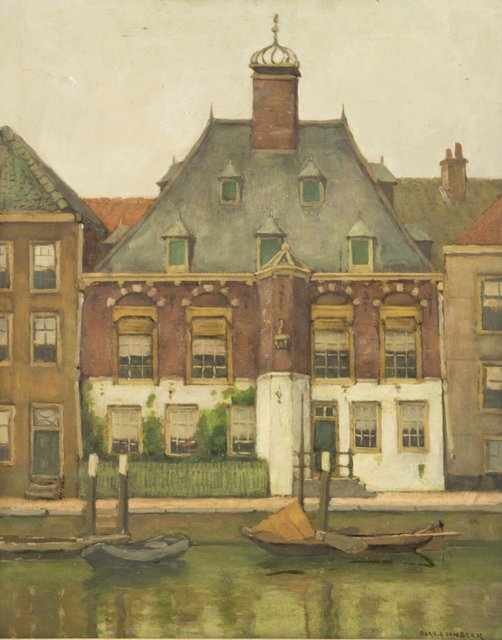
Casa de un pueblo (hacia 1920).
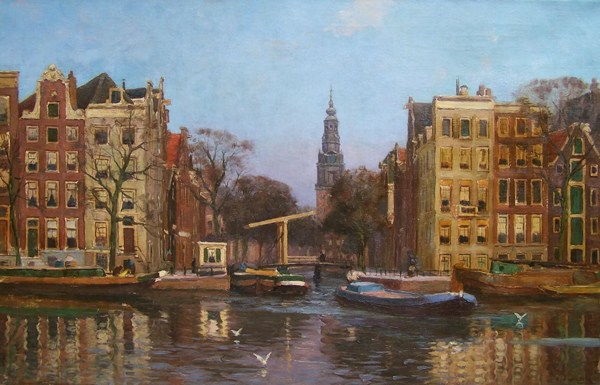
Voorburgwal (alrededor de 1920).
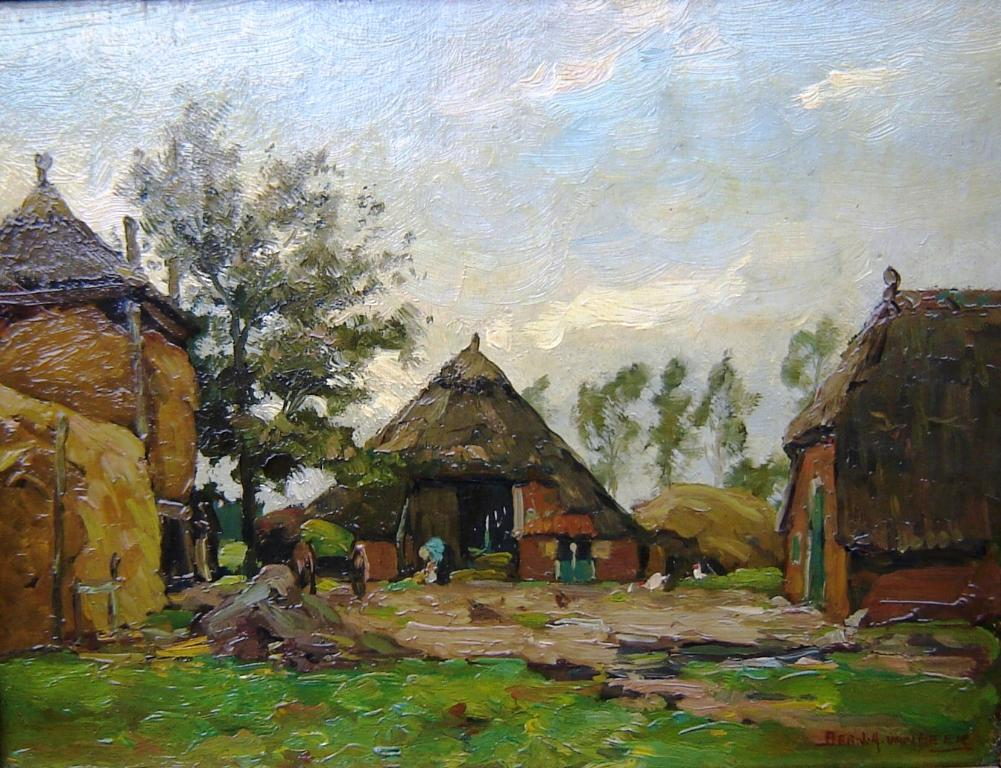
Casa de campo (alrededor de 1920).
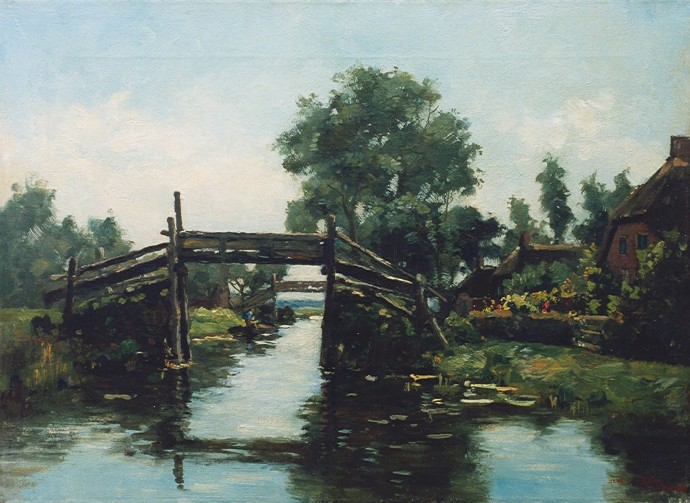
Pasarela cerca de Kortenhoef (alrededor de 1910).
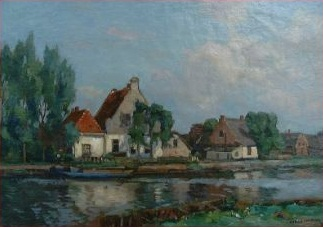
Casa cerca del agua (alrededor de 1920).
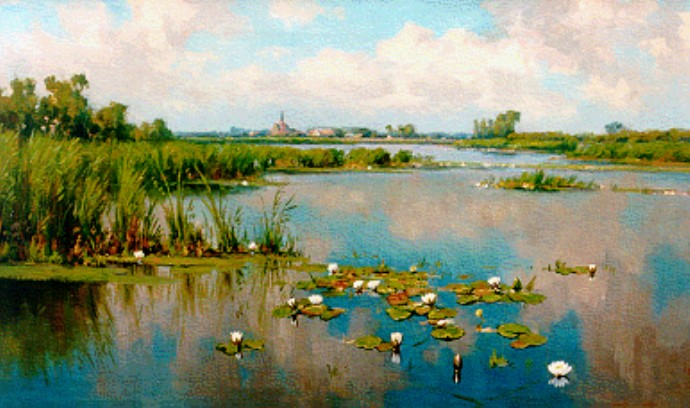
Lirios de agua cerca de Kortenhoef (alrededor de 1920).
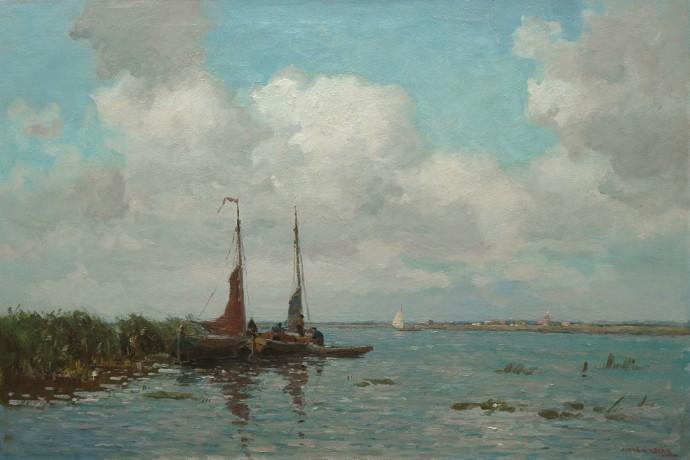
Barcos de pesca cerca de Kortenhoef (alrededor de 1920).